# Aron (Mayenne)
Pour les articles homonymes, voir Aron.
Aron est une commune française, située dans le département de la Mayenne en région Pays de la Loire, peuplée de 1 830 habitants.
La commune fait partie de la province historique du Maine, et se situe dans le Bas-Maine.

## Géographie

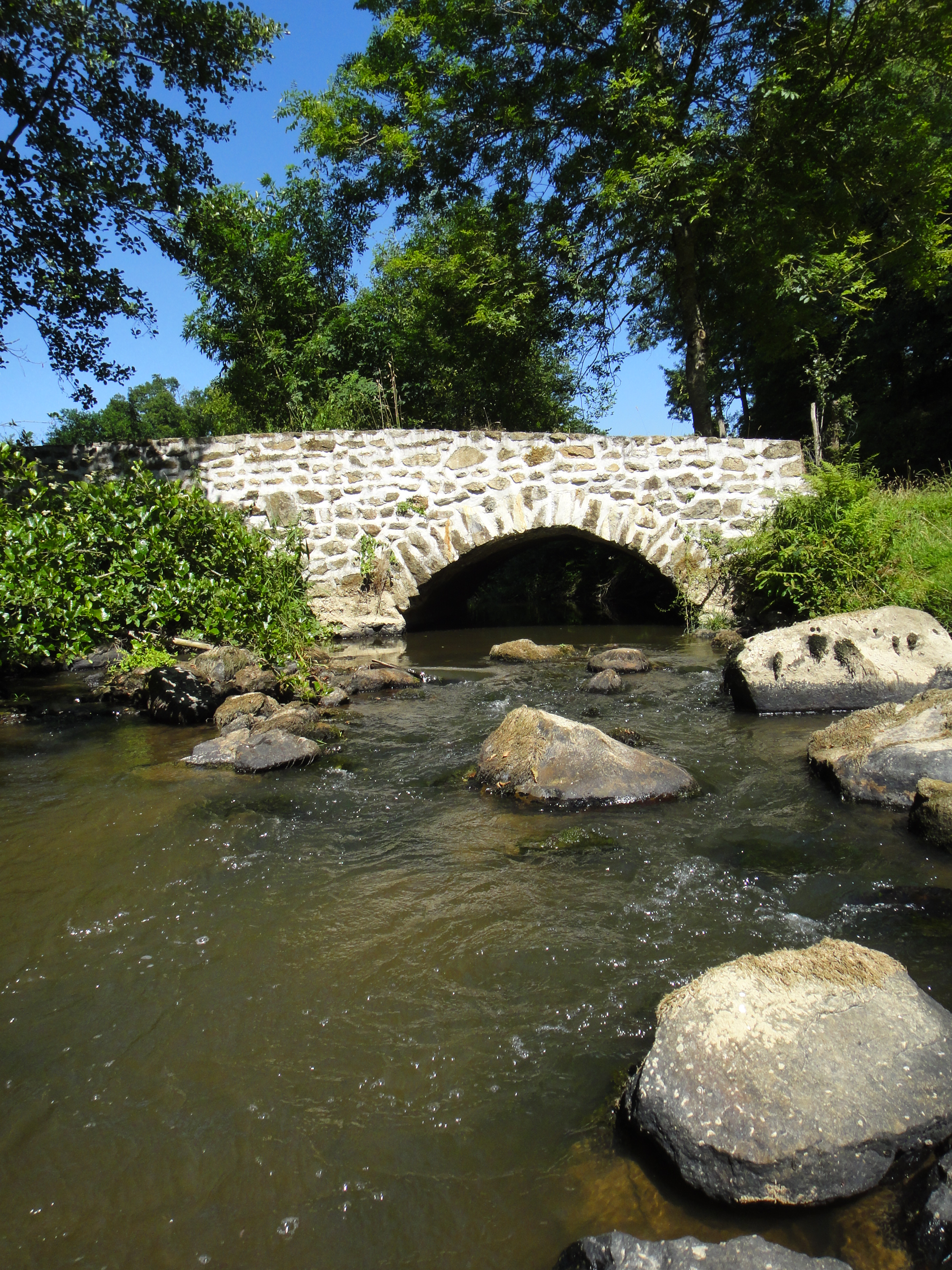
L'Aron à Buchaud.

La commune porte le même nom que la rivière qui la traverse, l'Aron.

### Climat
Pour des articles plus généraux, voir Climat des Pays de la Loire et Climat de la Mayenne.
En 2010, le climat de la commune est de type climat océanique altéré, selon une étude du CNRS s'appuyant sur une série de données couvrant la période 1971-2000. En 2020, Météo-France publie une typologie des climats de la France métropolitaine dans laquelle la commune est exposée à un climat océanique et est dans la région climatique Moyenne vallée de la Loire, caractérisée par une bonne insolation (1 850 h/an) et un été peu pluvieux.
Pour la période 1971-2000, la température annuelle moyenne est de 10,8 °C, avec une amplitude thermique annuelle de 13,7 °C. Le cumul annuel moyen de précipitations est de 818 mm, avec 13,2 jours de précipitations en janvier et 7,3 jours en juillet. Pour la période 1991-2020, la température moyenne annuelle observée sur la station météorologique de Météo-France la plus proche, sur la commune de Mayenne à 4 km à vol d'oiseau, est de 11,7 °C et le cumul annuel moyen de précipitations est de 849,9 mm,. Pour l'avenir, les paramètres climatiques de la commune estimés pour 2050 selon différents scénarios d'émission de gaz à effet de serre sont consultables sur un site dédié publié par Météo-France en novembre 2022.

## Urbanisme

### Typologie
Au 1er janvier 2024, Aron est catégorisée bourg rural, selon la nouvelle grille communale de densité à sept niveaux définie par l'Insee en 2022.
Elle est située hors unité urbaine. Par ailleurs la commune fait partie de l'aire d'attraction de Mayenne, dont elle est une commune de la couronne,. Cette aire, qui regroupe 27 communes, est catégorisée dans les aires de moins de 50 000 habitants,.

### Occupation des sols
L'occupation des sols de la commune, telle qu'elle ressort de la base de données européenne d’occupation biophysique des sols Corine Land Cover (CLC), est marquée par l'importance des territoires agricoles (91,9 % en 2018), en diminution par rapport à 1990 (93,4 %). La répartition détaillée en 2018 est la suivante : 
prairies (45,4 %), terres arables (42,6 %), zones agricoles hétérogènes (3,9 %), zones urbanisées (2,9 %), eaux continentales (2,8 %), forêts (2,3 %). L'évolution de l’occupation des sols de la commune et de ses infrastructures peut être observée sur les différentes représentations cartographiques du territoire : la carte de Cassini (XVIIIe siècle), la carte d'état-major (1820-1866) et les cartes ou photos aériennes de l'IGN pour la période actuelle (1950 à aujourd'hui).

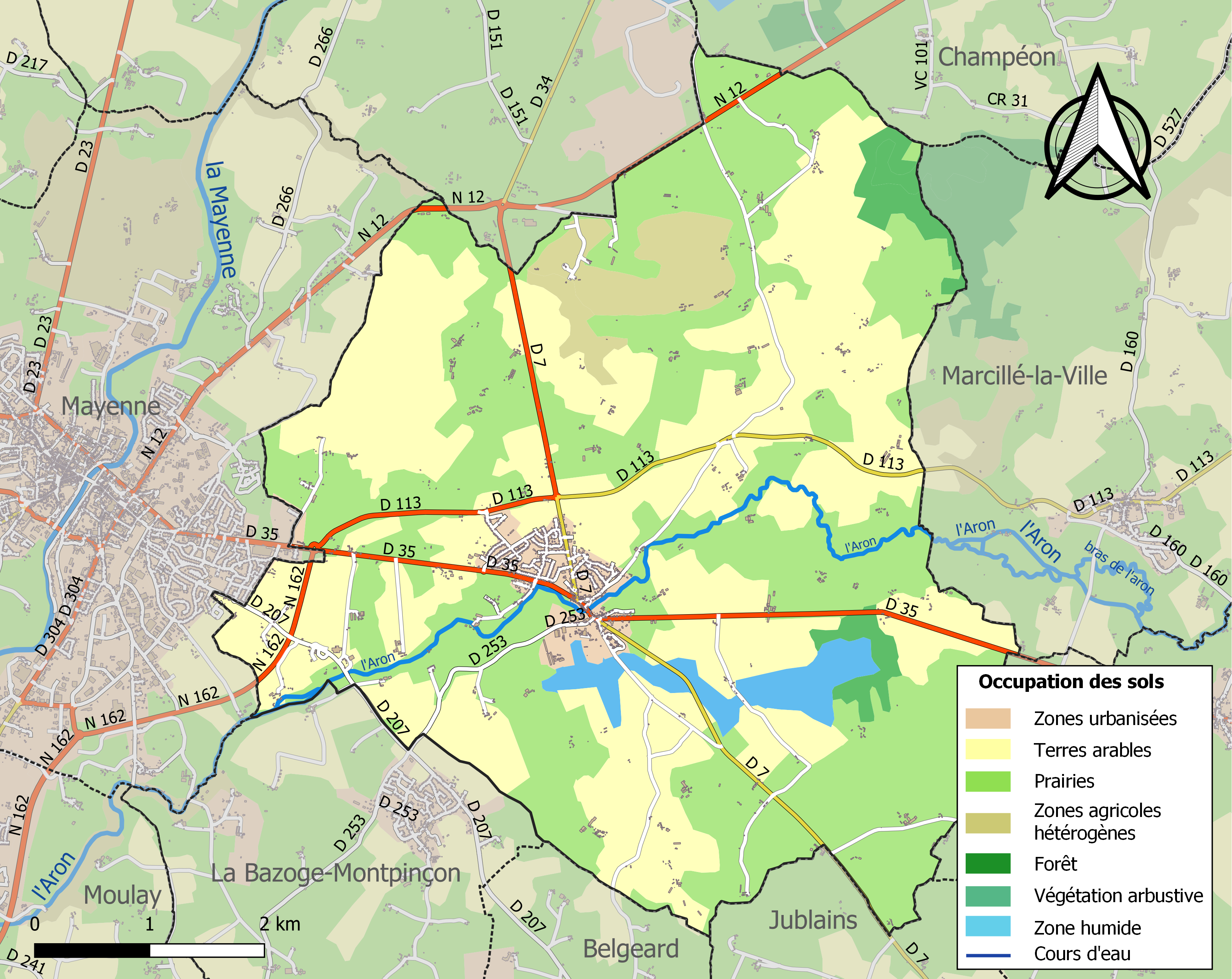
Carte des infrastructures et de l'occupation des sols de la commune en 2018 (CLC).

## Histoire
La commune d'Aron possède plusieurs vestiges datant du néolithique, notamment une allée couverte, dite de la Petite Girandière, une pierre à cupule (même toponyme) ainsi qu'un polissoir (le Bas Vilette).
Mayenne fut libérée le soir du 5 août 1944, les troupes allemandes durent battre en retraite vers l'est, en passant par Aron et Bais. Une bataille a duré du 6 au 12 août 1944. Le 5 août, des véhicules allemands de toutes sortes et abondamment chargés passent dans le bourg. Le lendemain, le 6 août, la population ne doute pas que la libération d'Aron soit terminée. Vers midi, des soldats postés sur la route de Grazay signalent que des soldats allemands revenaient vers le bourg. C'était le début de la contre-attaque. Plus de 50 maisons sont incendiées ; avant leur retraite, les assaillants ont encore incendié l'église, le presbytère et l'école des garçons.

## Démographie
L'évolution du nombre d'habitants est connue à travers les recensements de la population effectués dans la commune depuis 1793. Pour les communes de moins de 10 000 habitants, une enquête de recensement portant sur toute la population est réalisée tous les cinq ans, les populations de référence des années intermédiaires étant quant à elles estimées par interpolation ou extrapolation. Pour la commune, le premier recensement exhaustif entrant dans le cadre du nouveau dispositif a été réalisé en 2007.
En 2022, la commune comptait 1 830 habitants, en évolution de +2,35 % par rapport à 2016 (Mayenne : −0,73 %, France hors Mayotte : +2,11 %).
| 1793 | 1800  | 1806  | 1821  | 1831  | 1836  | 1841  | 1846  | 1851  |
| ---- | ----- | ----- | ----- | ----- | ----- | ----- | ----- | ----- |
| 904  | 1 105 | 1 454 | 1 579 | 1 530 | 1 722 | 1 755 | 1 842 | 1 798 |

| 1856  | 1861  | 1866  | 1872  | 1876  | 1881  | 1886  | 1891  | 1896  |
| ----- | ----- | ----- | ----- | ----- | ----- | ----- | ----- | ----- |
| 1 900 | 1 893 | 1 652 | 1 701 | 1 725 | 1 694 | 1 579 | 1 557 | 1 520 |

| 1901  | 1906  | 1911  | 1921  | 1926  | 1931  | 1936  | 1946  | 1954  |
| ----- | ----- | ----- | ----- | ----- | ----- | ----- | ----- | ----- |
| 1 510 | 1 442 | 1 445 | 1 246 | 1 246 | 1 197 | 1 102 | 1 133 | 1 115 |

| 1962  | 1968  | 1975  | 1982  | 1990  | 1999  | 2006  | 2007  | 2012  |
| ----- | ----- | ----- | ----- | ----- | ----- | ----- | ----- | ----- |
| 1 117 | 1 056 | 1 141 | 1 293 | 1 378 | 1 550 | 1 698 | 1 719 | 1 754 |

| 2017  | 2022  | - | - | - | - | - | - | - |
| ----- | ----- | - | - | - | - | - | - | - |
| 1 803 | 1 830 | - | - | - | - | - | - | - |

## Activité et manifestations

### Sports
L'Union sportive d'Aron fait évoluer une équipe de football en ligue du Maine et trois autres en divisions de district. L'Association sportive Seven Dolphins Futsal a deux équipes en district.

## Culture locale et patrimoine

### Lieux et monuments
- Donjon du XIe siècle, seul vestige du château d'Aron, dans le parc des Forges.
- Située près des étangs, la Chaire au Diable, bloc de granite.
- Chapelle Sainte-Anne.
- Allée couverte et pierre à cupule de la Petite Girandière.
- polissoir du Bas Vilette.

### Personnalités liées à la commune
- Louis Bigot (1805 - 1883 à Aron), industriel et homme politique.
- Vital-Justin Grandin, religieux et évêque ;
- Jean Albert Riondel (1830-1914), officier de marine.